# Deninson Mendoza
Deninson Mendoza (Cali, siglo XX) es un político colombiano. 
Ha desempeñado una serie de cargos públicos como lo son la gerencia del canal Telemedellín, asesor en el consejo municipal de Cali, director de Desarrollo Empresarial VIP de iNNpulsa Colombia, entre otros.
En 2015 intentó llegar a la Asamblea Departamental del Valle del Cauca, de la mano del exalcalde de Florida Valle, excongresista y líder del Partido Conservador con su movimiento Coraje Vallecaucano, Heriberto Sanabria, sin embargo no logró llegar.
En el 2016 se convirtió en el primer secretario de Desarrollo Económico y de Competitividad para la gobernación del Valle del Cauca nombrado por la actual presidenta del Partido de la U y exgobernadora Dilian Francisca Toro. Fue candidato a la alcaldía de Cali para las elecciones regionales del 2023 por el movimiento Independientes. quedando en el 6to lugar.

## Estudios
Especialista en Gobierno y Gestión Pública Territoriales, magister en Derecho Constitucional y aspirante a doctorado en administración.
También tiene estudios en Innovación y Liderazgo en Gobierno en Georgetown University.

## Controversias

### Gerencia en Telemedellín y relación con Daniel Quintero.
Su gerencia en Telemedellín fue controvertida por una serie de contratos con medios de dudosa reputación y la supuesta censura de temas políticos para beneficiar la imagen de Daniel Quintero. Durante la gerencia de Deninson Mendoza, se realizaron múltiples contratos por un valor superior a los $500 millones COP entre Telemedellín y medios de comunicación, organizaciones o personas cercanos al representante a la Cámara de Representantes por el Pacto Histórico Alejandro Toro. La controversia está en que muchos de estos medios fueron creados menos de una año antes de firmar con el canal y están afiliados a organizaciones como lo es Federación Internacional de Prensa de los Pueblos (FIPU) cuyo fundador es el mismo Toro. Algunos de estos medios incluyen páginas de Twitter e "influencers" Vallecaucanos para, presuntamente, mejorar la imagen del político.
Otra polémica se presentó en el 2023 con los resultados financieros del canal. Durante la gerencia de Mendoza en 2022, el canal tuvo el mayor déficit financiero de su historia registrando perdidas por más de $6.000 millones de COP a pesar de que las transferencias por parte de la alcaldía aumentaron a cerca de $12.000 millones COP siendo la segunda más alta en la historia del canal; superada únicamente por las transferencias en 2021 de cerca de $14.000 millones. Cuando se revisaron los estados financieros se encontraron incrementos de nómina por cerca de $10.000 millones COP, $1.000 millones COP en eventos y publicidad, contratación con "influencers" Vallecaucanos, entre otras razones...
Véase también Contratación en Telemedellín y Pauta Oficial en Daniel Quintero.